# La vita e i tempi di Multivac
La vita e i tempi di Multivac (The Life and Times of Multivac) è un racconto di fantascienza dello scrittore Isaac Asimov. Fu pubblicata per la prima volta nel gennaio 1975 sul The New York Times Magazine e compare nella raccolta Antologia del bicentenario (The Bicentennial Man and Other Stories, 1976). Secondo lo stesso Asimov, questo è stato il primo, se non unico, racconto di fantascienza finito sul New York Times.
Il racconto fa parte della serie di racconti vagamente connessi fra loro sul supercomputer immaginario Multivac.

## Trama
La guerra ha devastato l'umanità, e dalle ceneri di questa è nato Multivac, supercomputer originatosi dalla fusione di altri computer per riuscire a salvaguardare l'esistenza dell'uomo. Ormai è una presenza eterea su tutto il globo, e con i suoi 50 milioni di robot sorveglia e rende più facile la vita ai 5 milioni di esseri umani superstiti.
Alcuni di questi, però, si rendono conto che tutta questa cura si traduceva in una sorta di prigione dorata, nella quale l'uomo non era più il protagonista centrale del suo destino. Simon Hines, quindi, per la rabbia, rompe uno degli sbocchi con cui si poteva comunicare direttamente con Multivac. Per questo viene arrestato, e come testimone per il processo viene convocato Ronald Baskt, un ex membro del Congresso (giuria coordinata dal supercomputer) amante della matematica che progettava giochi aritmetici per il diletto degli altri.
Ma Noreen, una sua amica, fa una chiacchierata con lui per convincerlo a non testimoniare, essendo anche lei un'anti Multivac (in segreto) e contemporaneamente un membro del Congresso. Baskt però non desiste, e va avanti con i suoi piani. Chiede inoltre al supercomputer di aiutarlo in un suo progetto genetico-matematico per produrre esseri umani meno rivoltosi nei confronti dell'autorità elettronica. I calcoli richiesti sono enormi, ma Multivac accetta l'impegno nella convinzione che in tal modo avrebbe potuto aiutare meglio l'umanità.
Scatta così il piano segreto di Baskt: il computer è talmente impegnato a processare dati da non accorgersi che l'anziano signore (una lunga vita permessa proprio dalle cure del dispositivo) arriva a Denver, uno dei luoghi del pianeta in cui si trovano gli snodi principali del sistema. Quindi, staccando un giunto senza essere fermato da alcuno dei robot di sorveglianza, manda in cortocircuito Multivac, e salva il mondo dalla sua pressione opprimente e ormai deleteria.